# Leichtathletik-Weltmeisterschaften 2015/Kugelstoßen der Frauen

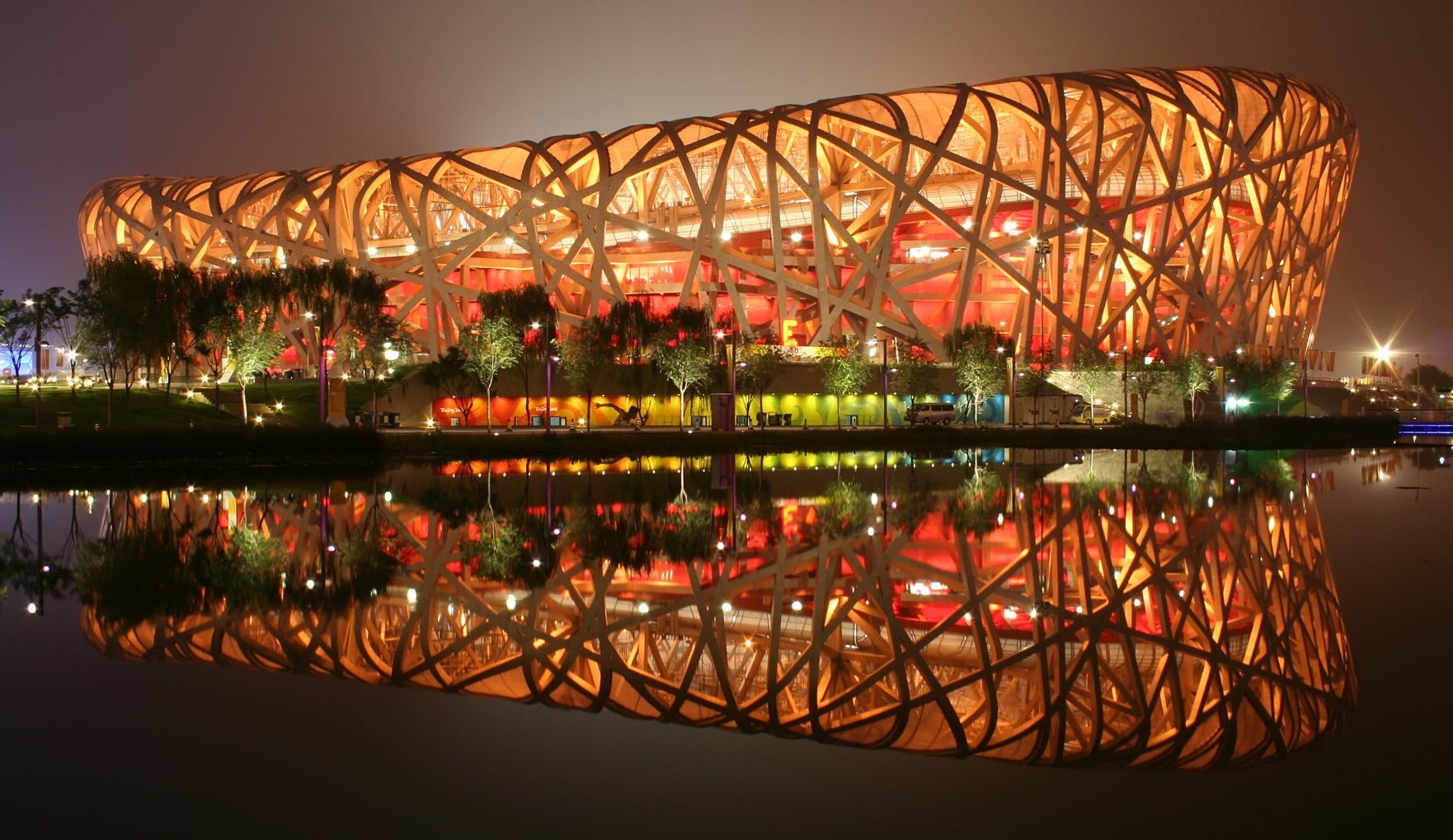
Das Nationalstadion Peking während der Weltmeisterschaften

Das Kugelstoßen der Frauen bei den Leichtathletik-Weltmeisterschaften 2015 wurde am 22. August 2015 im Nationalstadion der chinesischen Hauptstadt Peking ausgetragen.
Weltmeisterin wurde die deutsche WM-Silbermedaillengewinnerin von 2013 und amtierende Europameisterin Christina Schwanitz.

Sie gewann vor der chinesischen Olympiazweiten von 2012, Olympiadritten von 2008, dreifachen WM-Dritten (2009/2011/2013) und Asienmeisterin von 2009 Gong Lijiao.

Bronze ging an die US-Amerikanerin Michelle Carter.

## Bestehende Rekorde
| Weltrekord | Natalja Lissowskaja | 22,63 m | Moskau, Sowjetunion (heute Russland) | 7. Juni 1987      |
| WM-Rekord  | Natalja Lissowskaja | 21,24 m | WM 1987 in Rom, Italien              | 5. September 1987 |
| WM-Rekord  | Valerie Adams       | 21,24 m | WM 2011 in Daegu, Südkorea           | 29. August 2011   |

Der bestehende WM-Rekord wurde bei diesen Weltmeisterschaften nicht eingestellt und nicht verbessert.
Es gab zwei Landesrekorde:
- 16,85 m – Auriol Dongmo Mekemnang (Kamerun), Qualifikation, Gruppe A, 22. August
- 19,48 m – Anita Márton (Ungarn), Finale, 22. August

## Legende
Kurze Übersicht zur Bedeutung der Symbolik – so üblicherweise auch in sonstigen Veröffentlichungen verwendet:
| – | verzichtet |
| x | ungültig   |

## Qualifikation
22. August 2015, 10:10 Uhr Ortszeit (4:10 Uhr MESZ)
Die Qualifikation wurde in zwei Gruppen durchgeführt. Die Qualifikationsweite für den direkten Finaleinzug betrug 18,30 m. Da nur sieben Athletinnen diese Weite übertrafen (hellblau unterlegt), wurde das Finalfeld mit den nächstbesten Athletinnen beider Gruppen auf insgesamt zwölf Teilnehmerinnen aufgefüllt (hellgrün unterlegt). So reichten schließlich 17,73 m aus, um im Finale dabei zu sein.

### Gruppe A

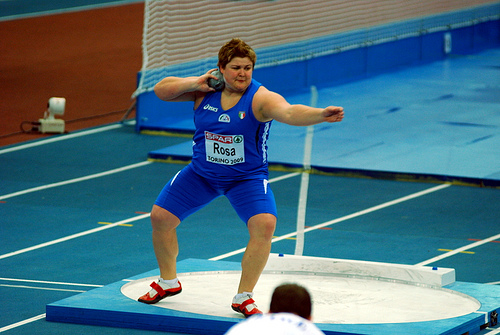
Chiara Rosa verfehlte die Finalteilnahme mit ihren 17,54 m um achtzehn Zentimeter

| Platz | Athletin                | Land                | 1. Versuch | 2. Versuch | 3. Versuch | Weite (m) |
| ----- | ----------------------- | ------------------- | ---------- | ---------- | ---------- | --------- |
| 01    | Christina Schwanitz     | Deutschland         | 19,39      | –          | –          | 19,39     |
| 02    | Anita Márton            | Ungarn              | 17,40      | 18,85      | –          | 18,85     |
| 03    | Cleopatra Borel         | Trinidad und Tobago | 17,01      | 18,55      | –          | 18,55     |
| 04    | Aljona Dubizkaja        | Belarus             | 17,95      | 18,51      | –          | 18,51     |
| 05    | Gao Yang                | Volksrepublik China | 17,97      | 18,18      | 18,21      | 18,21     |
| 06    | Paulina Guba            | Polen               | 17,46      | 17,55      | 17,73      | 17,73     |
| 07    | Tia Brooks              | USA                 | 17,71      | x          | x          | 17,71     |
| 08    | Chiara Rosa             | Italien             | x          | 17,54      | x          | 17,54     |
| 09    | Geisa Arcanjo           | Brasilien           | 17,26      | 17,02      | 17,42      | 17,42     |
| 10    | Halyna Obleschtschuk    | Ukraine             | 16,97      | 16,74      | 16,12      | 16,97     |
| 11    | Auriol Dongmo Mekemnang | Kamerun             | 16,46      | 16,85      | x          | 16,85 NR  |
| 12    | Danniel Thomas          | Jamaika             | x          | 16,62      | x          | 16,62     |

### Gruppe B

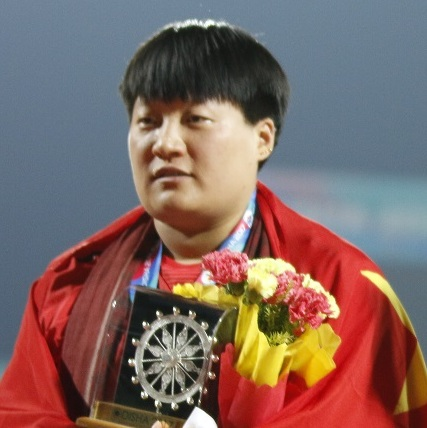
Guo Tianqian – hier mit ihrer Silbermedaille von den Asienspielen 2017 – schied mit 17,10 m in der Qualifikation aus
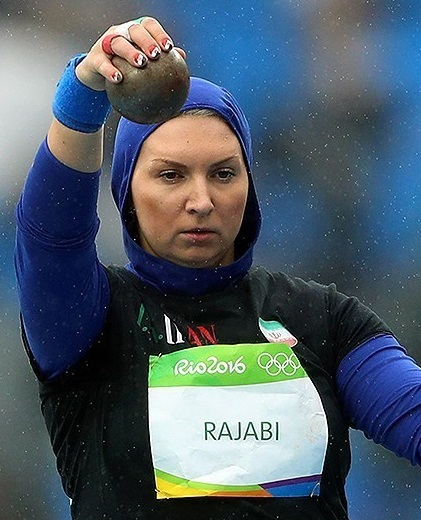
Leila Rajabis 17,04 m reichten nicht zur Teilnahme am Finale

| Platz | Athletin              | Land                | 1. Versuch | 2. Versuch | 3. Versuch | Weite (m) |
| ----- | --------------------- | ------------------- | ---------- | ---------- | ---------- | --------- |
| 01    | Michelle Carter       | USA                 | 19,22      | –          | –          | 19,22     |
| 02    | Gong Lijiao           | Volksrepublik China | 19,11      | –          | –          | 19,11     |
| 03    | Natallja Michnewitsch | Belarus             | 17,97      | 18,17      | 18,57      | 18,57     |
| 04    | Natalia Ducó          | Chile               | 17,84      | 18,29      | x          | 18,29     |
| 05    | Jeneva Stevens        | USA                 | 17,81      | 17,77      | 18,05      | 18,05     |
| 06    | Julija Leanzjuk       | Belarus             | 17,58      | 17,96      | x          | 17,96     |
| 07    | Guo Tianqian          | Volksrepublik China | 17,10      | x          | 16,98      | 17,10     |
| 08    | Yaniuvis López        | Kuba                | 16,85      | 17,10      | 16,94      | 17,10     |
| 09    | Leila Rajabi          | Iran                | 17,04      | x          | x          | 17,04     |
| 10    | Ahymará Espinoza      | Venezuela           | 16,53      | 16,76      | x          | 16,76     |
| 11    | Úrsula Ruiz           | Spanien             | 16,36      | 16,26      | x          | 16,36     |
| 12    | Keely Medeiros        | Brasilien           | x          | 14,69      | 15,17      | 15,17     |

## Finale
22. August 2015, 20:05 Uhr Ortszeit (13:05 Uhr MESZ)
Nachdem die Neuseeländerin Valerie Adams hier in Peking nicht dabei war, traten drei Favoritinnen in diesem Finale an, um Weltmeisterin zu werden. Gong Lijiao aus der Volksrepublik China hatte Silber bei den Olympischen Spielen 2012 gewonnen, war die WM-Dritte von 2013 und die WM-Vierte von 2011, die Deutsche Christina Schwanitz war die Vizeweltmeisterin von 2013 und Europameisterin von 2014, die US-Amerikanerin Michelle Carter hatte bei den Olympischen Spielen 2012 und den Weltmeisterschaften 2013 jeweils den vierten Platz belegt. Bereits in der Qualifikation hatten diese drei Athletinnen die klar besten Weiten aller Teilnehmerinnen erzielt.
Gong legte gleich mit ihrem ersten Stoß eine 20-Meter-Weite hin, mit 20,30 m übernahm sie die Führung vor Schwanitz, die 19,80 m erzielte. Carter stieß 19,45 m, der Dreikampf war eröffnet. Alle anderen Athletinnen blieben zunächst noch unter neunzehn Metern. Im zweiten Durchgang steigerten sich Carter – auf 19,76 m – und Schwanitz – auf genau 20,00 m – und auch die Chinesin übertraf mit 20,05 m wiederum die zwanzig Meter. Der Ausgang war noch völlig offen. Schwanitz gelang in Runde drei ein Stoß auf 20,37 m, womit sie Gong, die mit 20,25 m ebenfalls eine große Weite erzielte, an der Spitze ablöste.

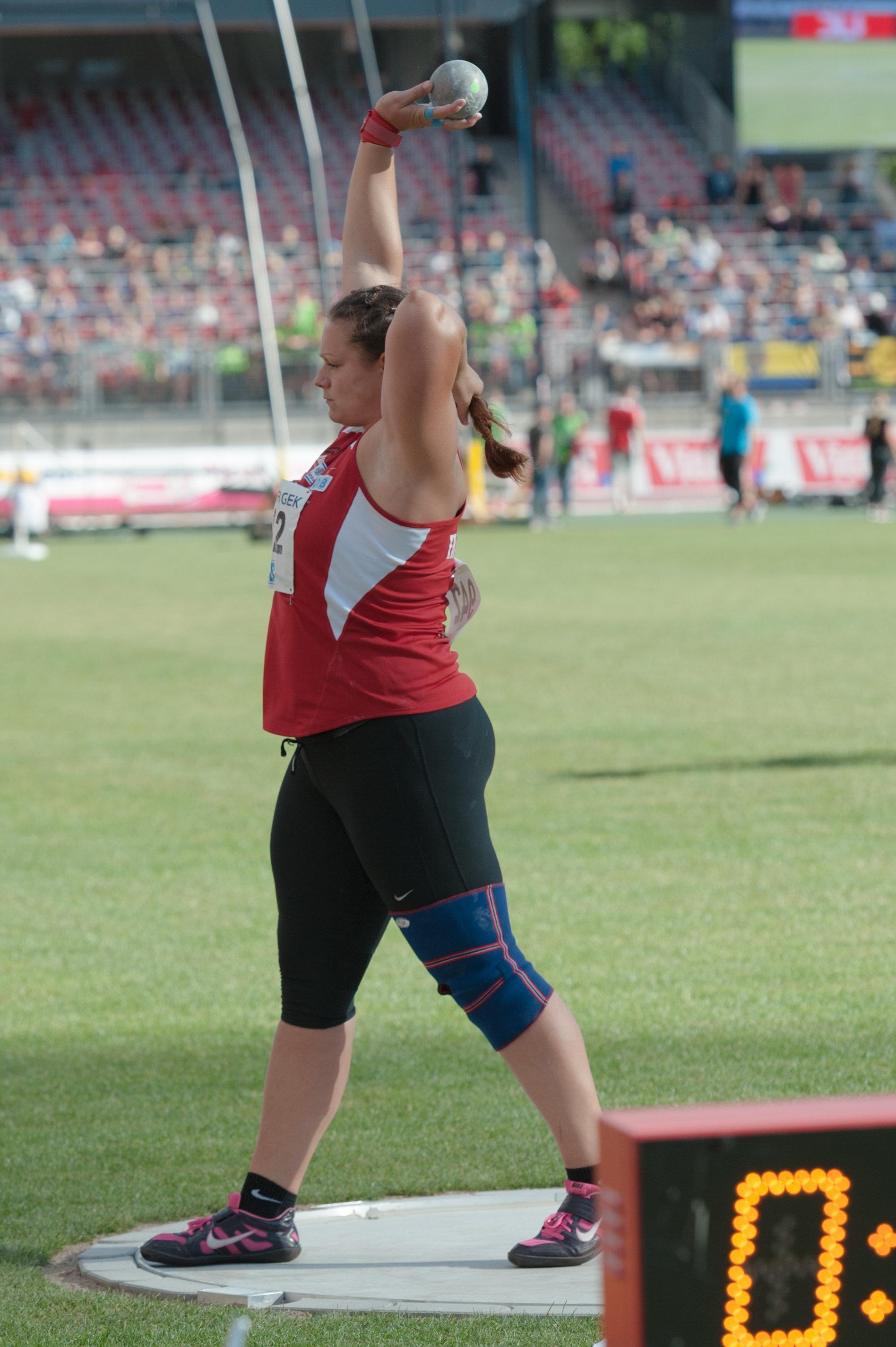
Weltmeisterin Christina Schwanitz

Im vierten Durchgang änderte sich auf den Medaillenrängen nichts, aber mit der Ungarin Anita Márton – 19,48 m – und der Chinesin Gao Yang – 19,04 m – erreichten zwei weitere Athletinnen Weiten oberhalb der neunzehn Meter. In Runde fünf stieß Schwanitz mit 20,10 m noch einmal weiter als zwanzig Meter. Aber an der Reihenfolge änderte sich nichts mehr. Weltmeisterin wurde Christina Schwanitz mit sieben Zentimetern Vorsprung vor Gong Lijiao. Michelle Carter gewann die Bronzemedaille vor Anita Márton und Gao Yang.
| Platz | Athletin              | Land                | 1. Versuch | 2. Versuch | 3. Versuch | 4. Versuch                                  | 5. Versuch                                  | 6. Versuch                                  | Weite (m) |
| ----- | --------------------- | ------------------- | ---------- | ---------- | ---------- | ------------------------------------------- | ------------------------------------------- | ------------------------------------------- | --------- |
|       | Christina Schwanitz   | Deutschland         | 19,80      | 20,00      | 20,37      | x                                           | 20,10                                       | x                                           | 20,37     |
|       | Gong Lijiao           | Volksrepublik China | 20,30      | 20,05      | 20,25      | x                                           | x                                           | 19,91                                       | 20,30     |
|       | Michelle Carter       | USA                 | 19,45      | 19,76      | 18,57      | 18,85                                       | 19,48                                       | 19,71                                       | 19,76     |
| 04    | Anita Márton          | Ungarn              | 18,02      | 18,23      | 18,06      | 19,48                                       | 18,89                                       | 19,11                                       | 19,48 NR  |
| 05    | Gao Yang              | Volksrepublik China | 18,15      | 18,09      | 17,84      | 19,04                                       | x                                           | x                                           | 19,04     |
| 06    | Aljona Dubizkaja      | Belarus             | 18,21      | x          | 18,52      | 17,43                                       | x                                           | x                                           | 18,52     |
| 07    | Julija Leanzjuk       | Belarus             | 17,38      | 18,25      | 17,67      | 17,85                                       | x                                           | 17,85                                       | 18,25     |
| 08    | Natallja Michnewitsch | Belarus             | 17,05      | 18,09      | 17,75      | 18,11                                       | 17,79                                       | 18,24                                       | 18,24     |
| 09    | Natalia Ducó          | Chile               | 17,94      | 17,95      | 17,98      | nicht im Finale der besten acht Athletinnen | nicht im Finale der besten acht Athletinnen | nicht im Finale der besten acht Athletinnen | 17,98     |
| 10    | Jeneva Stevens        | USA                 | 16,79      | 17,44      | 17,84      | nicht im Finale der besten acht Athletinnen | nicht im Finale der besten acht Athletinnen | nicht im Finale der besten acht Athletinnen | 17,84     |
| 11    | Paulina Guba          | Polen               | 17,04      | 17,52      | 17,11      | nicht im Finale der besten acht Athletinnen | nicht im Finale der besten acht Athletinnen | nicht im Finale der besten acht Athletinnen | 17,52     |
| 12    | Cleopatra Borel       | Trinidad und Tobago | 17,43      | x          | 16,85      | nicht im Finale der besten acht Athletinnen | nicht im Finale der besten acht Athletinnen | nicht im Finale der besten acht Athletinnen | 17,43     |

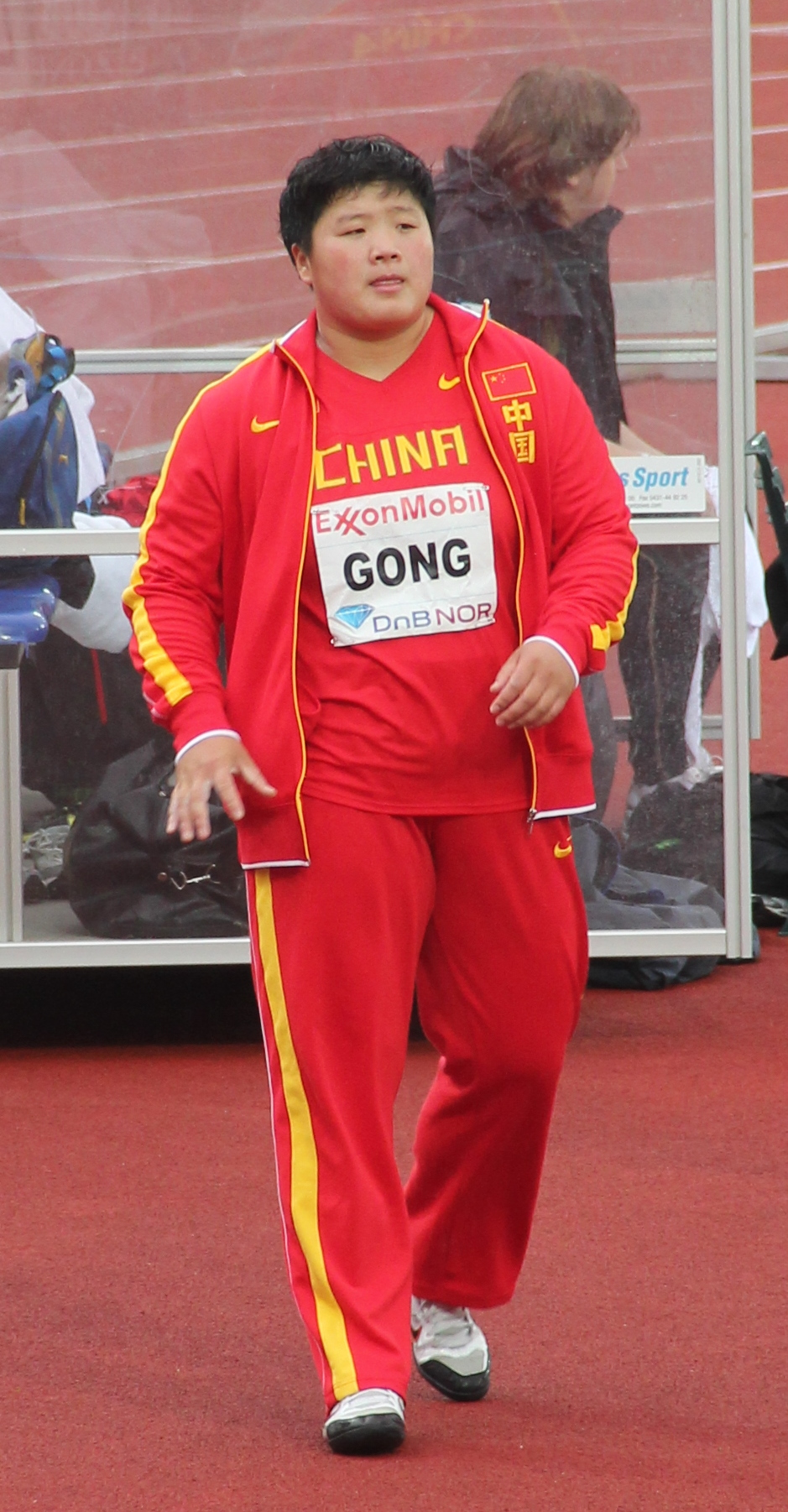
Vizeweltmeisterin Gong Lijiao
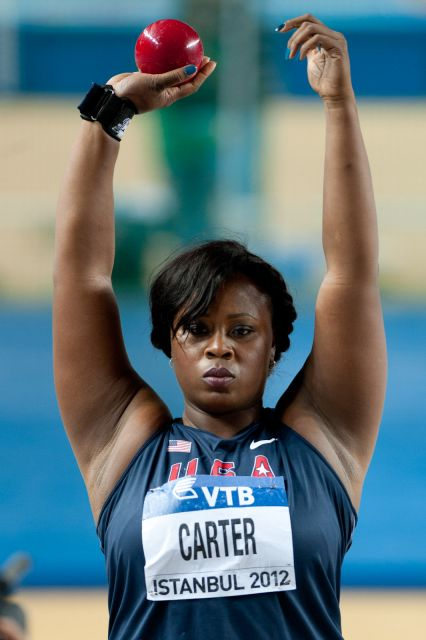
Bronzemedaillengewinnerin Michelle Carter

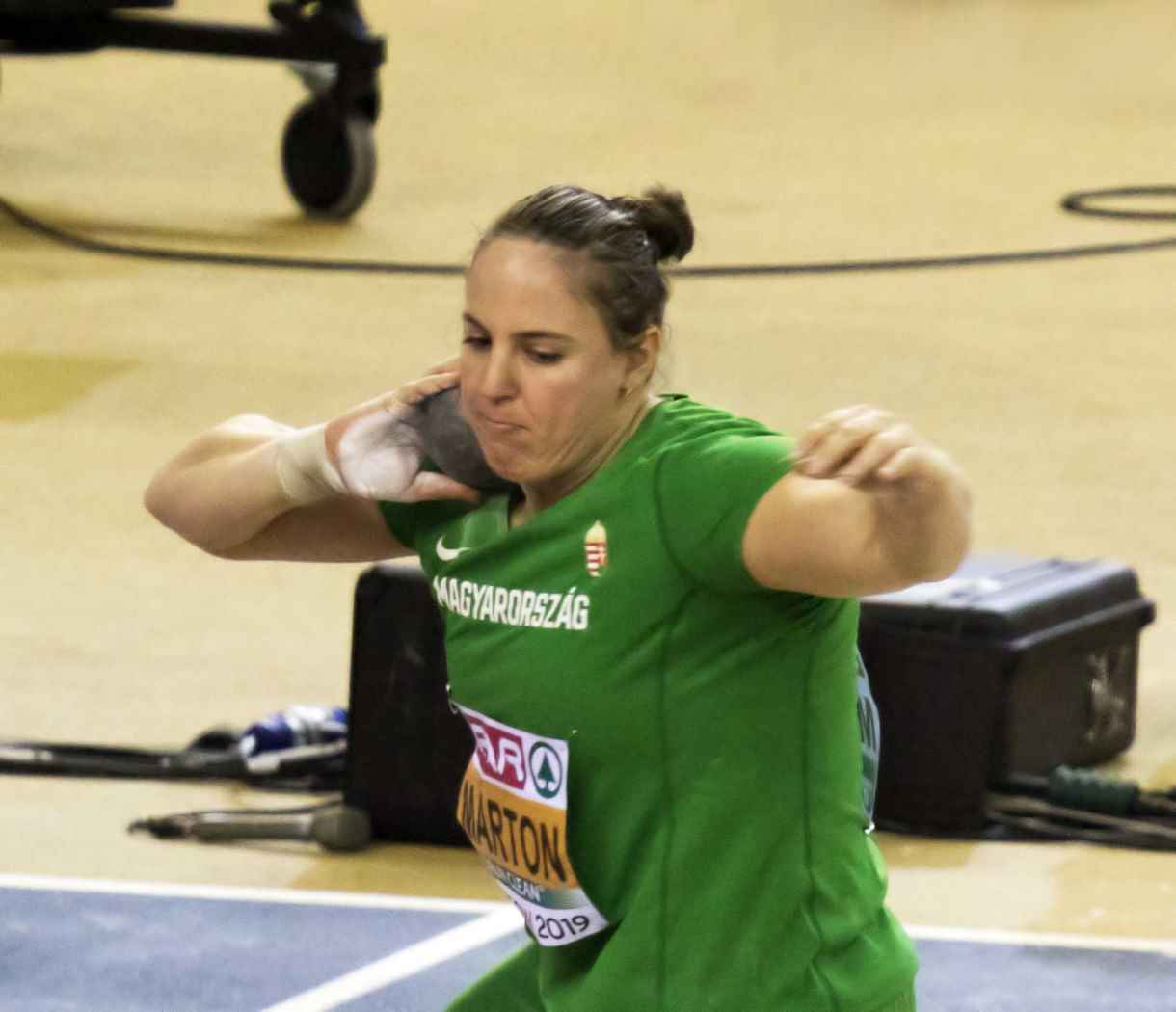
Anita Márton erreichte Platz vier
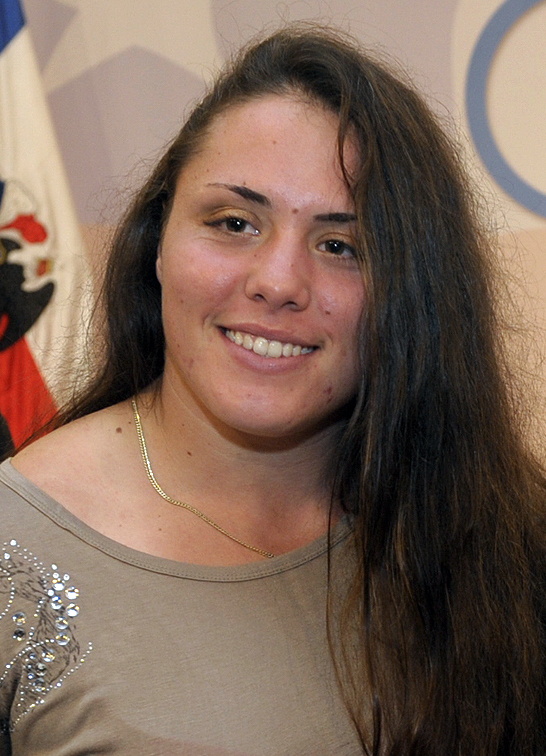
Natalia Ducó belegte im Finale den neunten Platz
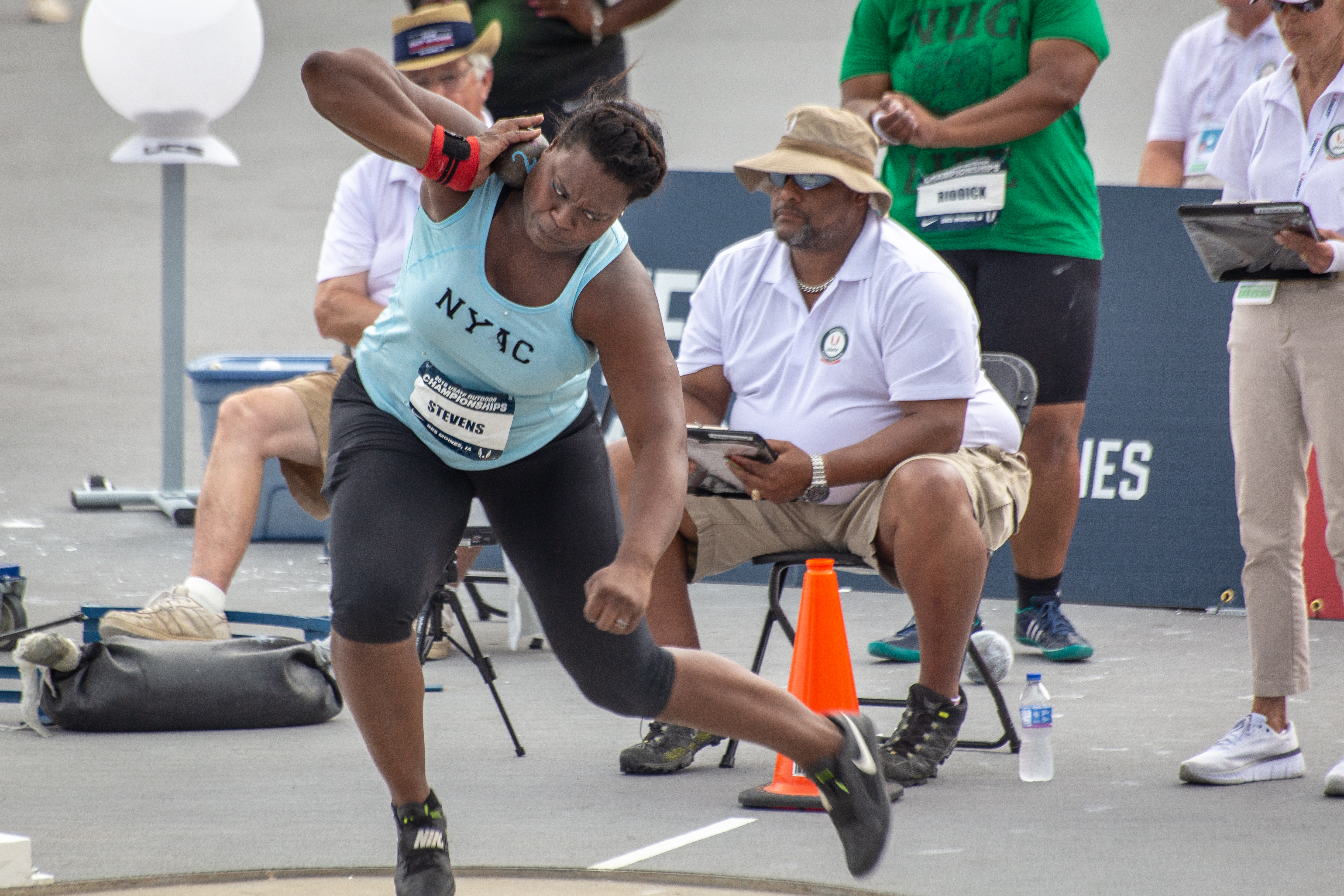
Rang zehn für Jeneva Stevens

## Video
- Shot Put Final Highlights World Championships Beijing 2015 youtube.com, abgerufen am 13. November 2018